# Tipula (Lunatipula) rhynchos
Tipula (Lunatipula) rhynchos is een tweevleugelige uit de familie langpootmuggen (Tipulidae). De soort komt voor in het Palearctisch gebied.